# (899) Иокаста
(899) Иокаста (лат. Jokaste) — астероид главного пояса астероидов, принадлежащий к спектральному классу XB. Астероид был открыт 3 августа 1918 года немецким астрономом Максом Вольфом в Гейдельбергской обсерватории на юго-западе Германии и назван в честь Иокасты, матери и жены Эдипа.
Не путать с Иокасте — спутником Юпитера.
Астероид проявляет признаки спектрального типа X(металлические) и спектрального типа B (углеродные).
В 1993 году этот и ещё четыре астероида были выбраны для проекта «Hubble search for transition comets» (Кометы переходного периода — УФ-поиск эмиссии ОН в астероидах), в котором участвовали астрономы-любители, которым было разрешено использовать космический телескоп Хаббл. Излучение ОН указывало бы на то, что астероиды когда-то были кометами. Вместе с (899) Иокаста исследовались (944) Идальго и (2201) Олято, (182) Эльза и (224) Океана.
Все визуальные наблюдения показали точечные изображения без признаков пылевой комы. Фотографические изображения дали тот же результат. Ряд наблюдателей смогли накапливать свет на ПЗС, чтобы обнаружить источники света более слабых звёздных величин. Используя этот метод, два наблюдателя сообщили о наблюдении на (899) Иокасте признаков возможного короткого хвоста. Исследования близлежащих звёзд на оригинальном изображении показывают, что это произошло из-за небольшого сдвига телескопа во время экспозиции при ведении, компенсирующее вращение Земли. Больше никаких признаков комы вокруг какого-либо из трёх астероидов не было.